# Tara Correa-McMullen
Tara Correa-McMullen (Westminster (Vermont), 24 mei 1989 - Inglewood (Californië), 21 oktober 2005) was een Amerikaans jeugdactrice.

## Biografie
Correa-McMullen werd geboren als Shalvah McMullen in Westminster. Ze was een dochter van Thomas McMullen en Mary Devra Correa. In oktober 2004 speelde ze in de televisieserie Judging Amy de rol van bendelid Graciela Reyes. Ze verhuisde met haar moeder, die voor een castingbedrijf werkte, naar Los Angeles en was toen in nog zes afleveringen van Judging Amy te zien. In 2005 speelde ze met Martin Lawrence in haar eerste en enige film Rebound. 
Correa-McMullen had onderwijl een relatie gekregen met een tien jaar oudere crimineel en werd uiteindelijk ook zelf lid van een bende. Op 21 oktober 2005 werd ze op zestienjarige leeftijd doodgeschoten nabij een appartementencomplex. Een ander bendelid, Damien Watts, werd in februari 2009 onder meer wegens haar moord veroordeeld tot levenslang. Correa-McMullen ligt begraven in het Forest Lawn Memorial Park.

## Filmografie
- Judging Amy (2004-2005, televisieserie) - Graciela Reyes
- Rebound (2005, speelfilm)
- Zoey 101 (2005, televisieserie)